# SKE48 ZERO POSITION 〜チームスパルタ!能力別アンダーバトル〜
『SKE48 ZERO POSITION 〜チームスパルタ!能力別アンダーバトル〜』（エスケーイーフォーティーエイト ゼロポジション チームスパルタ のうりょくべつアンダーバトル、略称：『ゼロポジ』）は、TBSチャンネル1で2014年10月4日から2023年9月23日まで、土曜日23:00 - 23:30に放送されていたバラエティ番組。基本的に月2回放送で、本放送以外の週は再放送となる。

## 概要
「ZERO POSITION」とは、舞台中央の「センター」のこと。SKE48メンバーの特技にフィーチャーし、「これなら1位（センター）になれる!」というお題ごとに対決する番組。
審査員はその道のプロが行いジャッジを下す。
見事センターを獲得したメンバーには、自分をアピールできるご褒美タイムが与えられ、勝利の結果を公式プロフィールに加えることができる。
1時間の生放送スペシャルなど、通常の対決企画ではない回もある（後述）。
2023年5月1日、公式Twitterにて同年9月頃をもって終了することを発表した。

## 出演者
※放送時点での所属チーム（2022年6月4日現在）
- 番組MC
  - 北野瑠華（SKE48チームKII）[注 1]
  - 井上瑠夏（SKE48チームS）[注 2][注 3]
- SKE48
  - チームS：青海ひな乃、赤堀君江、荒野姫楓、石黒友月、大谷悠妃、上村亜柚香、北川愛乃、鬼頭未来、坂本真凛、杉山歩南、竹内ななみ、中坂美祐、仲村和泉、野村実代、平野百菜、松本慈子
  - チームKII：青木詩織、青木莉樺、荒井優希、伊藤実希、入内嶋涼、江籠裕奈、太田彩夏、岡本彩夏、川嶋美晴、鈴木愛菜、中野愛理、西井美桜、日高優月、藤本冬香、水野愛理
  - チームE：相川暖花、浅井裕華、池田楓、井田玲音名、鎌田菜月、熊崎晴香、倉島杏実、斉藤真木子、佐藤佳穂、澤田奏音、末永桜花、菅原茉椰、鈴木恋奈、髙畑結希、林美澪、福士奈央
  - 研究生：大村杏、篠原京香、杉本りいな、原優寧、森本くるみ、山村さくら
- 過去の番組MC
  - 谷真理佳（SKE48チームE）[注 4]

- その他の出演者
  - 実況・進行アシスタント：安東弘樹（出演当時TBSテレビアナウンサー、第1回 - 第10回、第24回 - 第29回、第53回 - 第56回、第59回 - 第61回）
  - 実況・進行アシスタント：熊崎風斗（TBSテレビアナウンサー、第17回 - 第21回、第30回 - 第32回、第34回 - 第36回、第43回 - 第49回、第70回 - 第72回、第74回 - ）
  - 実況・進行アシスタント：宇垣美里（出演当時TBSテレビアナウンサー、第24回 - 第28回）
  - 進行アシスタント：ハマカーン（第103回 - 第106回）
  - ダイエット指導：平岩歩（リビトジム）
  - 中国語指導：陸敏、早川純（ハオ中国語アカデミー名古屋校）
  - 緊急生討論SPコメンテーター：宇野常寛（評論家）
  - 河村たかし（名古屋市長、第37回）
  - 永岡歩（CBCテレビアナウンサー、第38回）
  - 田村侑久（BOYS AND MEN、第39回）
  - ミニコーナー出演：呂布カルマ（第104回 - ）

- 過去の出演者（番組出演後SKE48を卒業したメンバー）
  - チームS：佐藤実絵子、中西優香、宮澤佐江[注 5]、宮前杏実、野口由芽、矢方美紀、東李苑、竹内舞、二村春香、大矢真那、後藤理沙子、犬塚あさな、一色嶺奈[注 6]、町音葉[注 7]、山田樹奈[注 8]、岡田美紅[注 9]、北川綾巴[注 10] 、松井珠理奈[注 11]、野島樺乃[注 6]、石塚美月、都築里佳、他
  - チームKII：木下有希子、神門沙樹、古川愛李、山下ゆかり、石田安奈、髙塚夏生、矢作有紀奈、小畑優奈[注 12]、内山命、松村香織[注 4]、大芝りんか、片岡成美[注 7]、白井琴望[注 12]、白井友紀乃、高木由麻奈、高柳明音[注 13]、竹内彩姫[注 14]、惣田紗莉渚、大場美奈、古畑奈和、他
  - チームE：磯原杏華、岩永亞美、梅本まどか、加藤るみ、小石公美子、小林亜実、柴田阿弥、松井玲奈、酒井萌衣、木本花音、佐藤すみれ、髙寺沙菜、市野成美、白雪希明[注 9]、後藤楽々[注 15]、西満里奈、平田詩奈、野々垣美希[注 9]、石川花音、深井ねがい、須田亜香里[注 4][注 16]、田辺美月、他
  - 研究生：村井純奈、川崎成美、和田愛菜、渥美彩羽、石川咲姫、森平莉子、他

## コーナー
松村香織緊急ダイエット企画 ソロ写真集への道!
- 松村香織のソロ写真集出版にあたり、現状の体重からマイナス6 kgの46 kg[注 17]を目指す「松村香織 目指せDET（DIET）46」[注 18]が第7回放送から2015年3月7日の生放送SPまで放送。目標達成出来なかった場合は、MCをクビになる。

須田亜香里 中国語アイドルへの道!
- 中国語を話せるNo.1アイドルを目指す企画。第15回放送から2016年1月9日の「中国語アイドルへの道」まで放送[注 19]。

## 放送日程
| 2014年10月 - 2016年5月 | 2014年10月 - 2016年5月 | 2014年10月 - 2016年5月                                                                                    | 2014年10月 - 2016年5月                                                                                    | 2014年10月 - 2016年5月                                                                                    | 2014年10月 - 2016年5月                                                                                    | 2014年10月 - 2016年5月                                                                    | 2014年10月 - 2016年5月     |
| 回                     | 放送日                 | 対決テーマ                                                                                                | 対決メンバー                                                                                              | 審査員 | ゼロ ポジション                                                                                           | Coming Up Girls                                                                           | 備考                       |
| ---------------------- | ---------------------- | --- | --- | --- | --- | ----------------------------------------------------------------------------------------- | -------------------------- |
| 1                      | 2014年 10月4日         | ダンス対決                                                                                                | 都築、宮前、石田、木下                                                                                    | FISHBOY                                                                                                   | 石田安奈                                                                                                  | 野口由芽                                                                                  | [ 3 ] [ 注 21 ]            |
| 2                      | 10月18日               | カラオケ対決 予選                                                                                         | 東、佐藤実、竹内舞、内山 古川、岩永、佐藤す、谷                                                           | - | - | 犬塚あさな                                                                                | [ 4 ] [ 注 21 ]            |
| 3                      | 11月1日                | カラオケ対決 準決勝・決勝                                                                                 | 佐藤実、竹内舞、古川、佐藤す                                                                              | - | 竹内舞 | 北野瑠華 日高優月                                                                         | [ 5 ] [ 注 21 ]            |
| 4                      | 11月15日               | 料理対決                                                                                                  | 高柳、小石、小林亜、斉藤                                                                                  | あまこようこ                                                                                              | 高柳明音                                                                                                  | 熊崎晴香                                                                                  | [ 6 ] [ 注 22 ]            |
| 5                      | 12月6日                | 水泳対決 前半                                                                                             | 犬塚、北川綾、佐藤実、大場 市野、柴田、須田、福士 青木、鎌田、松村、山田                                  | 野瀬瞳 | - | 惣田紗莉渚                                                                                | [ 7 ] [ 注 23 ]            |
| 6                      | 12月20日               | 水泳対決 後半                                                                                             | 犬塚、北川綾、佐藤実、市野 須田、福士、鎌田、松村                                                         | 野瀬瞳 | 鎌田菜月                                                                                                  | 竹内彩姫                                                                                  | [ 8 ] [ 注 23 ]            |
| 7                      | 2015年 1月3日          | 書道対決                                                                                                  | 佐藤実、佐藤す、柴田、青木                                                                                | 五十嵐優美                                                                                                | 佐藤実絵子                                                                                                | -                                                                                         | [ 9 ] [ 注 24 ]            |
| 8                      | 1月17日                | ピアノ対決                                                                                                | 東、佐藤実                                                                                                | 清塚信也                                                                                                  | 佐藤実絵子                                                                                                | -                                                                                         | [ 10 ] [ 注 24 ]           |
| 9                      | 2月7日                 | チームS大新年会 佐藤実絵子プレゼンツSKE48すごろく                                                         | チームS大新年会 佐藤実絵子プレゼンツSKE48すごろく                                                         | チームS大新年会 佐藤実絵子プレゼンツSKE48すごろく                                                         | チームS大新年会 佐藤実絵子プレゼンツSKE48すごろく                                                         | チームS大新年会 佐藤実絵子プレゼンツSKE48すごろく                                         | [ 11 ] [ 注 27 ]           |
| 10                     | 2月21日                | 緊急企画! 佐藤実絵子・中西優香もうすぐ卒業SP                                                              | 緊急企画! 佐藤実絵子・中西優香もうすぐ卒業SP                                                              | 緊急企画! 佐藤実絵子・中西優香もうすぐ卒業SP                                                              | 緊急企画! 佐藤実絵子・中西優香もうすぐ卒業SP                                                              | 緊急企画! 佐藤実絵子・中西優香もうすぐ卒業SP                                              | [ 12 ] [ 注 27 ] [ 注 28 ] |
| SP                     | 3月7日                 | 60分生放送 松村香織 DET46 痩せなければMCクビSP                                                            | 60分生放送 松村香織 DET46 痩せなければMCクビSP                                                            | 60分生放送 松村香織 DET46 痩せなければMCクビSP                                                            | 60分生放送 松村香織 DET46 痩せなければMCクビSP                                                            | 神門沙樹                                                                                  | 生放送                     |
| 11                     | 3月21日                | 演技力対決（1次審査）                                                                                     | 東、二村、矢方、惣田、高木 古畑、山下、加藤る、木本、斉藤 佐藤す、柴田、須田、谷、松村                    | 植田博樹 楠千亜紀                                                                                         | - | -                                                                                         | [ 14 ] [ 注 32 ]           |
| 12                     | 4月4日                 | 演技力対決（2次審査）                                                                                     | 東、二村、惣田、高木 古畑、加藤る、木本 斉藤、佐藤す、須田                                                | 植田博樹 楠千亜紀                                                                                         | - | -                                                                                         | [ 15 ] [ 注 32 ]           |
| 13                     | 4月18日                | 演技力対決（2次審査後編）                                                                                 | 東、二村、惣田、高木 古畑、加藤る、木本 斉藤、佐藤す、須田                                                | 植田博樹 楠千亜紀                                                                                         | - | -                                                                                         | [ 16 ] [ 注 32 ]           |
| 14                     | 4月25日                | 演技力対決（最終審査）                                                                                    | 東、惣田、高木 古畑、木本、須田                                                                           | 植田博樹 楠千亜紀                                                                                         | 古畑奈和                                                                                                  | -                                                                                         | [ 17 ] [ 注 32 ]           |
| SP                     | 5月2日                 | AKB48選抜総選挙直前 SKE48 ZERO POSITION 60分緊急生討論SP                                                  | AKB48選抜総選挙直前 SKE48 ZERO POSITION 60分緊急生討論SP                                                  | AKB48選抜総選挙直前 SKE48 ZERO POSITION 60分緊急生討論SP                                                  | AKB48選抜総選挙直前 SKE48 ZERO POSITION 60分緊急生討論SP                                                  | AKB48選抜総選挙直前 SKE48 ZERO POSITION 60分緊急生討論SP                                  | 生放送                     |
| 15                     | 5月16日                | 演技力対決ゼロポジション・古畑奈和 「ヤメゴク」撮影ドキュメント                                           | 演技力対決ゼロポジション・古畑奈和 「ヤメゴク」撮影ドキュメント                                           | 演技力対決ゼロポジション・古畑奈和 「ヤメゴク」撮影ドキュメント                                           | 演技力対決ゼロポジション・古畑奈和 「ヤメゴク」撮影ドキュメント                                           | 演技力対決ゼロポジション・古畑奈和 「ヤメゴク」撮影ドキュメント                           | [ 19 ]                     |
| 16                     | 6月6日                 | 演技力対決第一補欠・東李苑「ヤメゴク」撮影ドキュメント                                                    | 演技力対決第一補欠・東李苑「ヤメゴク」撮影ドキュメント                                                    | 演技力対決第一補欠・東李苑「ヤメゴク」撮影ドキュメント                                                    | 演技力対決第一補欠・東李苑「ヤメゴク」撮影ドキュメント                                                    | 髙寺沙菜                                                                                  | [ 20 ]                     |
| 17                     | 6月20日                | AKB48選抜総選挙直後 番組MC緊急インタビュー                                                                | AKB48選抜総選挙直後 番組MC緊急インタビュー                                                                | AKB48選抜総選挙直後 番組MC緊急インタビュー                                                                | AKB48選抜総選挙直後 番組MC緊急インタビュー                                                                | AKB48選抜総選挙直後 番組MC緊急インタビュー                                                | [ 要出典 ]                 |
| 17                     | 6月20日                | スポーツテスト（前編）                                                                                    | 北川綾、二村、松本、矢方 山田、荒井、江籠、髙塚 日高、松村、市野、酒井 須田、谷、福士                     | 池谷幸雄                                                                                                  | [ 注 35 ]                                                                                                 | -                                                                                         | [ 21 ] [ 注 36 ]           |
| 18                     | 7月7日                 | スポーツテスト（中編）                                                                                    | 北川綾、二村、松本、矢方 山田、荒井、江籠、髙塚 日高、松村、市野、酒井 須田、谷、福士                     | 池谷幸雄                                                                                                  | [ 注 37 ]                                                                                                 | 山田樹奈                                                                                  | [ 22 ] [ 注 36 ]           |
| 19                     | 7月18日                | スポーツテスト（後編） ゼロポジ大運動会                                                                   | 北川綾、二村、松本、矢方 山田、荒井、江籠、髙塚 日高、松村、市野、酒井 須田、谷、福士                     | 池谷幸雄                                                                                                  | 二村春香                                                                                                  | 松本慈子                                                                                  | [ 23 ] [ 注 36 ]           |
| 20                     | 8月8日                 | ゼロポジ大運動会（前編）                                                                                  | 北川綾、二村、松本、矢方 山田、荒井、江籠、髙塚 日高、松村、市野、酒井 須田、谷、福士                     | 池谷幸雄                                                                                                  | - | -                                                                                         | [ 24 ] [ 注 36 ]           |
| 21                     | 8月22日                | ゼロポジ大運動会（後編）                                                                                  | 北川綾、二村、松本、矢方 山田、荒井、江籠、髙塚 日高、松村、市野、酒井 須田、谷、福士                     | 池谷幸雄                                                                                                  | 紅組 | 荒井優希                                                                                  | [ 25 ] [ 注 36 ]           |
| 21                     | 8月22日                | 松井玲奈 卒業に寄せて チームEメンバーが語る想い出&メッセージ                                              | 松井玲奈 卒業に寄せて チームEメンバーが語る想い出&メッセージ                                              | 松井玲奈 卒業に寄せて チームEメンバーが語る想い出&メッセージ                                              | 松井玲奈 卒業に寄せて チームEメンバーが語る想い出&メッセージ                                              | 松井玲奈 卒業に寄せて チームEメンバーが語る想い出&メッセージ                              | [ 25 ]                     |
| 22                     | 9月5日                 | ゼロポジMCを狙ってると噂の柴田阿弥 その腕前を検証「阿弥におまかせ!」（前編）                              | ゼロポジMCを狙ってると噂の柴田阿弥 その腕前を検証「阿弥におまかせ!」（前編）                              | ゼロポジMCを狙ってると噂の柴田阿弥 その腕前を検証「阿弥におまかせ!」（前編）                              | ゼロポジMCを狙ってると噂の柴田阿弥 その腕前を検証「阿弥におまかせ!」（前編）                              | 井田玲音名                                                                                | [ 26 ]                     |
| SP                     | 9月19日                | ネクストセンターは誰だ!? SKE48 ZERO POSITION 60分緊急生討論SP                                             | ネクストセンターは誰だ!? SKE48 ZERO POSITION 60分緊急生討論SP                                             | ネクストセンターは誰だ!? SKE48 ZERO POSITION 60分緊急生討論SP                                             | ネクストセンターは誰だ!? SKE48 ZERO POSITION 60分緊急生討論SP                                             | ネクストセンターは誰だ!? SKE48 ZERO POSITION 60分緊急生討論SP                             | 生放送                     |
| 23                     | 10月3日                | ゼロポジMCを狙ってると噂の柴田阿弥 その腕前を検証「阿弥におまかせ!」（後編） 「居酒屋の客をトークで回す」 | ゼロポジMCを狙ってると噂の柴田阿弥 その腕前を検証「阿弥におまかせ!」（後編） 「居酒屋の客をトークで回す」 | ゼロポジMCを狙ってると噂の柴田阿弥 その腕前を検証「阿弥におまかせ!」（後編） 「居酒屋の客をトークで回す」 | ゼロポジMCを狙ってると噂の柴田阿弥 その腕前を検証「阿弥におまかせ!」（後編） 「居酒屋の客をトークで回す」 | -                                                                                         | [ 28 ] [ 注 43 ]           |
| 24                     | 10月17日               | 学力テスト（前編）                                                                                        | 竹内舞、都築、宮前、青木 大場、北野、惣田、松村 市野、木本、熊崎、須田 髙寺、谷、川崎、後藤楽             | - | - | -                                                                                         | [ 29 ] [ 注 45 ]           |
| 25                     | 11月7日                | 学力テスト（後編）                                                                                        | 竹内舞、都築、宮前、青木 大場、北野、惣田、松村 市野、木本、熊崎、須田 髙寺、谷、川崎、後藤楽             | - | - | -                                                                                         | [ 30 ] [ 注 45 ]           |
| 26                     | 11月21日               | インテリダメポジ 決定戦（前編）                                                                           | 竹内舞、宮前、大場、北野 松村、市野、木本 熊崎、髙寺、谷                                                  | - | - | -                                                                                         | [ 31 ] [ 注 45 ]           |
| 27                     | 12月5日                | インテリダメポジ決定戦 （後編）                                                                           | 北野、市野、木本                                                                                          | - | 市野成美                                                                                                  | -                                                                                         | [ 32 ] [ 注 45 ]           |
| 27                     | 12月5日                | インテリゼロポジ決定戦 （前編）                                                                           | 都築、青木、惣田 須田、川崎、後藤楽                                                                       | - | - | -                                                                                         | [ 32 ] [ 注 45 ]           |
| 28                     | 12月19日               | インテリゼロポジ決定戦 （後編）                                                                           | 都築、青木、惣田 須田、川崎、後藤楽                                                                       | - | - | -                                                                                         | [ 33 ] [ 注 45 ]           |
| 28                     | 12月19日               | インテリゼロポジ決勝戦                                                                                    | 都築、惣田、須田                                                                                          | - | 惣田紗莉渚                                                                                                | -                                                                                         | [ 33 ] [ 注 45 ]           |
| SP                     | 2016年 1月9日          | 60分SP 須田亜香里 中国語アイドルへの道 スペシャル 〜アイドルとして 人間として〜                           | 60分SP 須田亜香里 中国語アイドルへの道 スペシャル 〜アイドルとして 人間として〜                           | 60分SP 須田亜香里 中国語アイドルへの道 スペシャル 〜アイドルとして 人間として〜                           | 60分SP 須田亜香里 中国語アイドルへの道 スペシャル 〜アイドルとして 人間として〜                           | 60分SP 須田亜香里 中国語アイドルへの道 スペシャル 〜アイドルとして 人間として〜           | [ 34 ] [ 注 50 ]           |
| 29                     | 1月23日                | 緊急特別企画 インテリゼロポジ敗者復活戦                                                                   | 都築、青木、惣田 須田、川崎、後藤楽                                                                       | - | 都築里佳                                                                                                  | -                                                                                         | [ 35 ] [ 注 45 ]           |
| 30                     | 2月6日                 | ゴルフ女王決定戦予選前半                                                                                  | 山内、石田、梅本 後藤楽、福士                                                                             | 小田美岐                                                                                                  | - | -                                                                                         | [ 36 ] [ 注 52 ]           |
| 31                     | 2月20日                | ゴルフ女王決定戦 予選後半、決勝ラウンド                                                                   | 山内、石田、梅本 後藤楽、福士                                                                             | 小田美岐                                                                                                  | - | -                                                                                         | [ 37 ] [ 注 52 ]           |
| 32                     | 3月5日                 | ゴルフ女王決定戦 決勝ラウンド後半                                                                         | 山内、後藤楽                                                                                              | 小田美岐                                                                                                  | 山内鈴蘭 後藤楽々                                                                                         | -                                                                                         | [ 38 ] [ 注 52 ]           |
| 33                     | 3月19日                | 初代MCお疲れさま会                                                                                        | 初代MCお疲れさま会                                                                                        | 初代MCお疲れさま会                                                                                        | 初代MCお疲れさま会                                                                                        | 初代MCお疲れさま会                                                                        | [ 39 ] [ 注 54 ]           |
| 34                     | 4月9日                 | 松井珠理奈&東李苑 金曜ドラマ「私 結婚できないんじゃなくて、しないんです」撮影ドキュメント                 | 松井珠理奈&東李苑 金曜ドラマ「私 結婚できないんじゃなくて、しないんです」撮影ドキュメント                 | 松井珠理奈&東李苑 金曜ドラマ「私 結婚できないんじゃなくて、しないんです」撮影ドキュメント                 | 松井珠理奈&東李苑 金曜ドラマ「私 結婚できないんじゃなくて、しないんです」撮影ドキュメント                 | 松井珠理奈&東李苑 金曜ドラマ「私 結婚できないんじゃなくて、しないんです」撮影ドキュメント | [ 要出典 ]                 |
| 34                     | 4月9日                 | チーム対抗団結力バトル（前編）                                                                            | 北川綾、杉山愛、二村、宮前 矢方、江籠、大場、小畑 白井琴、高柳、熊崎、後藤楽 菅原、須田、髙寺             | - | - | -                                                                                         | [ 40 ] [ 注 55 ]           |
| 35                     | 4月23日                | チーム対抗団結力バトル（中編）                                                                            | 北川綾、杉山愛、二村、宮前 矢方、江籠、大場、小畑 白井琴、高柳、熊崎、後藤楽 菅原、須田、髙寺             | 岩崎真有                                                                                                  | - | -                                                                                         | [ 41 ] [ 注 55 ]           |
| 36                     | 5月7日                 | チーム対抗団結力バトル （完結編）                                                                         | 北川綾、杉山愛、二村、宮前 矢方、江籠、大場、小畑 白井琴、高柳、熊崎、後藤楽 菅原、須田、髙寺             | 岩崎真有                                                                                                  | チームS                                                                                                   | -                                                                                         | [ 42 ] [ 注 55 ]           |
| SP                     | 5月28日                | AKB48選抜総選挙直前 60分緊急生討論SP                                                                      | AKB48選抜総選挙直前 60分緊急生討論SP                                                                      | AKB48選抜総選挙直前 60分緊急生討論SP                                                                      | AKB48選抜総選挙直前 60分緊急生討論SP                                                                      | AKB48選抜総選挙直前 60分緊急生討論SP                                                      | 生放送                     |

| 2016年6月 - 2021年8月 | 2016年6月 - 2021年8月 | 2016年6月 - 2021年8月 | 2016年6月 - 2021年8月 | 2016年6月 - 2021年8月 | 2016年6月 - 2021年8月 | 2016年6月 - 2021年8月 | 2016年6月 - 2021年8月      |
| 回                    | 放送日                | 対決テーマ | 対決メンバー | 審査員 | ゼロ ポジション | サシ撮り | 備考                       |
| --------------------- | --------------------- | --- | --- | --- | --- | --- | -------------------------- |
| 37                    | 2016年 6月4日         | 名古屋の人に知ってもらおう!ゼロポジ新MC名古屋市内PR行脚!（前編） 松井珠理奈&東李苑 金曜ドラマ「私 結婚できないんじゃなくて、しないんです」撮影ドキュメント後編 | 名古屋の人に知ってもらおう!ゼロポジ新MC名古屋市内PR行脚!（前編） 松井珠理奈&東李苑 金曜ドラマ「私 結婚できないんじゃなくて、しないんです」撮影ドキュメント後編 | 名古屋の人に知ってもらおう!ゼロポジ新MC名古屋市内PR行脚!（前編） 松井珠理奈&東李苑 金曜ドラマ「私 結婚できないんじゃなくて、しないんです」撮影ドキュメント後編 | 名古屋の人に知ってもらおう!ゼロポジ新MC名古屋市内PR行脚!（前編） 松井珠理奈&東李苑 金曜ドラマ「私 結婚できないんじゃなくて、しないんです」撮影ドキュメント後編 | 名古屋の人に知ってもらおう!ゼロポジ新MC名古屋市内PR行脚!（前編） 松井珠理奈&東李苑 金曜ドラマ「私 結婚できないんじゃなくて、しないんです」撮影ドキュメント後編 | [ 44 ] [ 注 60 ]           |
| 38                    | 6月18日               | 名古屋の人に知ってもらおう!ゼロポジ新MC名古屋市内PR行脚!（中編） チーム対抗団結力バトルご褒美企画 叙々苑弁当をチームSにプレゼント!                             | 名古屋の人に知ってもらおう!ゼロポジ新MC名古屋市内PR行脚!（中編） チーム対抗団結力バトルご褒美企画 叙々苑弁当をチームSにプレゼント!                             | 名古屋の人に知ってもらおう!ゼロポジ新MC名古屋市内PR行脚!（中編） チーム対抗団結力バトルご褒美企画 叙々苑弁当をチームSにプレゼント!                             | 名古屋の人に知ってもらおう!ゼロポジ新MC名古屋市内PR行脚!（中編） チーム対抗団結力バトルご褒美企画 叙々苑弁当をチームSにプレゼント!                             | 名古屋の人に知ってもらおう!ゼロポジ新MC名古屋市内PR行脚!（中編） チーム対抗団結力バトルご褒美企画 叙々苑弁当をチームSにプレゼント!                             | [ 45 ] [ 注 61 ]           |
| 39                    | 7月2日                | 名古屋の人に知ってもらおう!ゼロポジ新MC名古屋市内PR行脚!（後編） AKB48選抜総選挙 SKEメンバーたちの舞台裏、松井珠理奈初主演ドラマ「死幣」撮影初日に独占密着!    | 名古屋の人に知ってもらおう!ゼロポジ新MC名古屋市内PR行脚!（後編） AKB48選抜総選挙 SKEメンバーたちの舞台裏、松井珠理奈初主演ドラマ「死幣」撮影初日に独占密着!    | 名古屋の人に知ってもらおう!ゼロポジ新MC名古屋市内PR行脚!（後編） AKB48選抜総選挙 SKEメンバーたちの舞台裏、松井珠理奈初主演ドラマ「死幣」撮影初日に独占密着!    | 名古屋の人に知ってもらおう!ゼロポジ新MC名古屋市内PR行脚!（後編） AKB48選抜総選挙 SKEメンバーたちの舞台裏、松井珠理奈初主演ドラマ「死幣」撮影初日に独占密着!    | 名古屋の人に知ってもらおう!ゼロポジ新MC名古屋市内PR行脚!（後編） AKB48選抜総選挙 SKEメンバーたちの舞台裏、松井珠理奈初主演ドラマ「死幣」撮影初日に独占密着!    | [ 46 ] [ 注 62 ]           |
| 40                    | 7月16日               | 柴田阿弥 卒業記念 7期生への特別講義!（前編）、二村春香「SASUKE」挑戦に密着!                                                                                    | 柴田阿弥 卒業記念 7期生への特別講義!（前編）、二村春香「SASUKE」挑戦に密着!                                                                                    | 柴田阿弥 卒業記念 7期生への特別講義!（前編）、二村春香「SASUKE」挑戦に密着!                                                                                    | 柴田阿弥 卒業記念 7期生への特別講義!（前編）、二村春香「SASUKE」挑戦に密着!                                                                                    | 柴田阿弥 卒業記念 7期生への特別講義!（前編）、二村春香「SASUKE」挑戦に密着!                                                                                    | [ 47 ]                     |
| 41                    | 8月13日               | 柴田阿弥 卒業記念 7期生への特別講義!（後編） | 柴田阿弥 卒業記念 7期生への特別講義!（後編） | 柴田阿弥 卒業記念 7期生への特別講義!（後編） | 柴田阿弥 卒業記念 7期生への特別講義!（後編） | 矢方美紀 | [ 48 ]                     |
| 42                    | 9月3日                | 柴田阿弥 卒業記念 柴田×体育教室の小・中学生&保育園の園児 | 柴田阿弥 卒業記念 柴田×体育教室の小・中学生&保育園の園児 | 柴田阿弥 卒業記念 柴田×体育教室の小・中学生&保育園の園児 | 柴田阿弥 卒業記念 柴田×体育教室の小・中学生&保育園の園児 | 江籠裕奈 | [ 49 ] [ 注 64 ]           |
| 43                    | 9月17日               | ゴルフNo.1は誰だ!? 第2回ゴルフ女王決定戦（前編） | 山内、後藤楽 | 小田美岐 | - | 二村春香 | [ 50 ] [ 注 52 ]           |
| 44                    | 10月1日               | ゴルフNo.1は誰だ!? 第2回ゴルフ女王決定戦（中編） | 山内、後藤楽 | 小田美岐 | - | 古畑奈和 | [ 51 ] [ 注 52 ]           |
| 45                    | 10月15日              | ゴルフNo.1は誰だ!? 第2回ゴルフ女王決定戦（後編） | 山内、後藤楽 | 小田美岐 | 山内鈴蘭 | 東李苑 | [ 52 ] [ 注 52 ]           |
| SP                    | 10月27日              | 独占生中継! SKE48 ZERO POSITION 2周年記念 ゼロポジ公演 | 独占生中継! SKE48 ZERO POSITION 2周年記念 ゼロポジ公演 | 独占生中継! SKE48 ZERO POSITION 2周年記念 ゼロポジ公演 | 独占生中継! SKE48 ZERO POSITION 2周年記念 ゼロポジ公演 | 独占生中継! SKE48 ZERO POSITION 2周年記念 ゼロポジ公演 | 生放送                     |
| 46                    | 11月5日               | 期対抗!スポーツバトル（前編） | 北川綾、後藤理、竹内舞、二村 矢方、石田、江籠、小畑、高柳 古畑、松村、鎌田、木本、熊崎 後藤楽、斉藤、酒井、浅井                                                | 池谷幸雄 | - | 佐藤すみれ | [ 54 ] [ 注 36 ]           |
| 47                    | 11月19日              | 期対抗!スポーツバトル（中編） | 北川綾、後藤理、竹内舞、二村 矢方、石田、江籠、小畑、高柳 古畑、松村、鎌田、木本、熊崎 後藤楽、斉藤、酒井、浅井                                                | 池谷幸雄 | - | 内山命 | [ 55 ] [ 注 36 ]           |
| 48                    | 12月3日               | 期対抗!スポーツバトル（後編） | 北川綾、後藤理、竹内舞、二村 矢方、石田、江籠、小畑、高柳 古畑、松村、鎌田、木本、熊崎 後藤楽、斉藤、酒井、浅井                                                | 池谷幸雄 | チーム 2期生 | - | [ 56 ] [ 注 36 ]           |
| 48                    | 12月3日               | 北川綾巴バンジージャンプに挑戦 舞台裏に密着 | 北川綾巴バンジージャンプに挑戦 舞台裏に密着 | 北川綾巴バンジージャンプに挑戦 舞台裏に密着 | 北川綾巴バンジージャンプに挑戦 舞台裏に密着 | 北川綾巴バンジージャンプに挑戦 舞台裏に密着 | [ 要出典 ] [ 注 68 ]       |
| SP                    | 12月17日              | SKE48 ZERO POSITION 60分スペシャル ゼロポジション公演ドキュメント&舞台裏 北川綾巴バンジージャンプに挑戦 舞台裏に密着                                           | SKE48 ZERO POSITION 60分スペシャル ゼロポジション公演ドキュメント&舞台裏 北川綾巴バンジージャンプに挑戦 舞台裏に密着                                           | SKE48 ZERO POSITION 60分スペシャル ゼロポジション公演ドキュメント&舞台裏 北川綾巴バンジージャンプに挑戦 舞台裏に密着                                           | SKE48 ZERO POSITION 60分スペシャル ゼロポジション公演ドキュメント&舞台裏 北川綾巴バンジージャンプに挑戦 舞台裏に密着                                           | SKE48 ZERO POSITION 60分スペシャル ゼロポジション公演ドキュメント&舞台裏 北川綾巴バンジージャンプに挑戦 舞台裏に密着                                           | [ 57 ] [ 注 68 ]           |
| 49                    | 2017年 1月7日         | SKE48 ZERO POSITION 慰安旅行（前編） | SKE48 ZERO POSITION 慰安旅行（前編） | SKE48 ZERO POSITION 慰安旅行（前編） | SKE48 ZERO POSITION 慰安旅行（前編） | SKE48 ZERO POSITION 慰安旅行（前編） | [ 58 ] [ 注 70 ]           |
| 50                    | 1月21日               | SKE48 ZERO POSITION 慰安旅行（後編） 新成人SKEメンバーの晴れ着コレクション&今年の抱負                                                                          | SKE48 ZERO POSITION 慰安旅行（後編） 新成人SKEメンバーの晴れ着コレクション&今年の抱負                                                                          | SKE48 ZERO POSITION 慰安旅行（後編） 新成人SKEメンバーの晴れ着コレクション&今年の抱負                                                                          | SKE48 ZERO POSITION 慰安旅行（後編） 新成人SKEメンバーの晴れ着コレクション&今年の抱負                                                                          | SKE48 ZERO POSITION 慰安旅行（後編） 新成人SKEメンバーの晴れ着コレクション&今年の抱負                                                                          | [ 59 ] [ 注 70 ]           |
| 51                    | 2月4日                | 期対抗スポーツバトル優勝 2期生ご褒美企画（前編） | 期対抗スポーツバトル優勝 2期生ご褒美企画（前編） | 期対抗スポーツバトル優勝 2期生ご褒美企画（前編） | 期対抗スポーツバトル優勝 2期生ご褒美企画（前編） | 井田玲音名 | [ 60 ]                     |
| 52                    | 2月18日               | 期対抗スポーツバトル優勝 2期生ご褒美企画（後編） 二村春香「KUNOICHI」出場! 挑戦の舞台裏に密着                                                                  | 期対抗スポーツバトル優勝 2期生ご褒美企画（後編） 二村春香「KUNOICHI」出場! 挑戦の舞台裏に密着                                                                  | 期対抗スポーツバトル優勝 2期生ご褒美企画（後編） 二村春香「KUNOICHI」出場! 挑戦の舞台裏に密着                                                                  | 期対抗スポーツバトル優勝 2期生ご褒美企画（後編） 二村春香「KUNOICHI」出場! 挑戦の舞台裏に密着                                                                  | - | [ 61 ]                     |
| 53                    | 3月4日                | 女子力No.1決定戦（前編） | 二村、石田、江籠、惣田 高柳、松村、木本、斉藤 須田、髙寺 | おかざきなな | [ 注 72 ] | - | [ 62 ] [ 注 73 ]           |
| 54                    | 3月18日               | 女子力No.1決定戦（中編） | 二村、石田、江籠、惣田 高柳、松村、木本、斉藤 須田、髙寺 | おかざきなな | [ 注 74 ] | - | [ 63 ] [ 注 73 ]           |
| 55                    | 4月8日                | 女子力No.1決定戦（後編） | 二村、石田、江籠、惣田 高柳、松村、木本、斉藤 須田、髙寺 | おかざきなな | [ 注 75 ] | - | [ 64 ] [ 注 73 ]           |
| 56                    | 4月22日               | 女子力No.1決定戦（完結編） | 二村、石田、江籠、惣田 高柳、松村、木本、斉藤 須田、髙寺 | おかざきなな | 石田安奈 | - | [ 65 ] [ 注 73 ]           |
| 57                    | 5月6日                | 大場美奈 × 8期生（前編） | 大場美奈 × 8期生（前編） | 大場美奈 × 8期生（前編） | 大場美奈 × 8期生（前編） | 大場美奈 × 8期生（前編） | [ 66 ]                     |
| 58                    | 5月20日               | 大場美奈 × 8期生（後編） | 大場美奈 × 8期生（後編） | 大場美奈 × 8期生（後編） | 坂本真凛 | 町音葉 | [ 67 ]                     |
| SP                    | 6月3日                | AKB48選抜総選挙直前 90分緊急生討論SP | AKB48選抜総選挙直前 90分緊急生討論SP | AKB48選抜総選挙直前 90分緊急生討論SP | AKB48選抜総選挙直前 90分緊急生討論SP | AKB48選抜総選挙直前 90分緊急生討論SP | 生放送                     |
| 59                    | 6月17日               | ドラフト1期生vsドラフト2期生 心技体バトル（前編） | 一色、上村、松本、荒井 白井琴、惣田、髙塚、水野 菅原、髙寺、福士                                                                                               | - | - | 市野成美 | [ 69 ]                     |
| 60                    | 7月1日                | ドラフト1期生vsドラフト2期生 心技体バトル（中編） | 一色、上村、松本、荒井 白井琴、惣田、髙塚、水野 菅原、髙寺、福士                                                                                               | 岩崎真有 | - | - | [ 70 ]                     |
| 60                    | 7月1日                | 2017年・選抜総選挙開票前のSKEメンバーに密着 | 2017年・選抜総選挙開票前のSKEメンバーに密着 | 2017年・選抜総選挙開票前のSKEメンバーに密着 | 2017年・選抜総選挙開票前のSKEメンバーに密着 | 2017年・選抜総選挙開票前のSKEメンバーに密着 | [ 要出典 ]                 |
| 61                    | 7月15日               | ドラフト1期生vsドラフト2期生 心技体バトル（完結編） | 一色、上村、松本、荒井 白井琴、惣田、髙塚、水野 菅原、髙寺、福士                                                                                               | 岩崎真有 | ドラフト1期生 | - | [ 71 ]                     |
| SP                    | 8月5日                | SKE48「意外にマンゴー」公演 Supported by ゼロポジ | SKE48「意外にマンゴー」公演 Supported by ゼロポジ | SKE48「意外にマンゴー」公演 Supported by ゼロポジ | SKE48「意外にマンゴー」公演 Supported by ゼロポジ | SKE48「意外にマンゴー」公演 Supported by ゼロポジ | [ 72 ]                     |
| 62                    | 8月19日               | BUBKAプレゼンツ グラビアゼロポジ（前編） | 一色、太田、井田、市野 井上、坂本、佐藤佳、仲村 | ゾンビーノさん 門嶋淳矢 | - | 松本慈子 | [ 73 ] [ 注 82 ]           |
| 63                    | 9月2日                | BUBKAプレゼンツ グラビアゼロポジ（中編） | 一色、太田、井田、市野 井上、坂本、佐藤佳、仲村 | ゾンビーノさん 門嶋淳矢 | - | 白井琴望 | [ 74 ] [ 注 82 ]           |
| 64                    | 9月16日               | BUBKAプレゼンツ グラビアゼロポジ（完結編） | 一色、太田、井田、市野 井上、坂本、佐藤佳、仲村 | ゾンビーノさん 門嶋淳矢 | 佐藤佳穂 | - | [ 75 ] [ 注 82 ]           |
| SP                    | 10月1日               | SKE48 ZERO POSITION 3周年記念! “U-18”90分生討論SP ～今夜、若手の覚悟が試される!!～                                                                             | SKE48 ZERO POSITION 3周年記念! “U-18”90分生討論SP ～今夜、若手の覚悟が試される!!～                                                                             | SKE48 ZERO POSITION 3周年記念! “U-18”90分生討論SP ～今夜、若手の覚悟が試される!!～                                                                             | SKE48 ZERO POSITION 3周年記念! “U-18”90分生討論SP ～今夜、若手の覚悟が試される!!～                                                                             | SKE48 ZERO POSITION 3周年記念! “U-18”90分生討論SP ～今夜、若手の覚悟が試される!!～                                                                             | 生放送                     |
| 65                    | 10月14日              | SKE48のいろんな裏側 全部見せちゃいますSP | SKE48のいろんな裏側 全部見せちゃいますSP | SKE48のいろんな裏側 全部見せちゃいますSP | SKE48のいろんな裏側 全部見せちゃいますSP | SKE48のいろんな裏側 全部見せちゃいますSP | [ 77 ]                     |
| 66                    | 11月4日               | ドラフト1期生ご褒美企画（前編） 大人の品格チェック | ドラフト1期生ご褒美企画（前編） 大人の品格チェック | 住友淑恵 | - | - | [ 78 ] [ 注 85 ]           |
| 67                    | 11月18日              | ドラフト1期生ご褒美企画（後編） ぶっちゃけトーク女子会 | ドラフト1期生ご褒美企画（後編） ぶっちゃけトーク女子会 | - | - | - | [ 79 ] [ 注 85 ]           |
| 67                    | 11月18日              | 大場美奈×8期生企画その後、48グループ初のユニット対抗戦ダイジェスト                                                                                             | 大場美奈×8期生企画その後、48グループ初のユニット対抗戦ダイジェスト                                                                                             | 大場美奈×8期生企画その後、48グループ初のユニット対抗戦ダイジェスト                                                                                             | 大場美奈×8期生企画その後、48グループ初のユニット対抗戦ダイジェスト                                                                                             | 大場美奈×8期生企画その後、48グループ初のユニット対抗戦ダイジェスト                                                                                             | [ 79 ]                     |
| 68                    | 12月2日               | 初めての人たちの心を掴め! 名城大学学園祭で認知度アップ大作戦!（前編）                                                                                          | 初めての人たちの心を掴め! 名城大学学園祭で認知度アップ大作戦!（前編）                                                                                          | 大学祭実行委員長 小山さん | - | - | [ 80 ] [ 注 88 ]           |
| 69                    | 12月16日              | 初めての人たちの心を掴め! 名城大学学園祭で認知度アップ大作戦!（後編）                                                                                          | 初めての人たちの心を掴め! 名城大学学園祭で認知度アップ大作戦!（後編）                                                                                          | 大学祭実行委員長 小山さん | 市野成美 | - | [ 81 ] [ 注 88 ]           |
| 70                    | 2018年 1月6日         | SKE48 ZERO POSITION 慰安旅行（前編） | SKE48 ZERO POSITION 慰安旅行（前編） | SKE48 ZERO POSITION 慰安旅行（前編） | SKE48 ZERO POSITION 慰安旅行（前編） | SKE48 ZERO POSITION 慰安旅行（前編） | [ 82 ] [ 注 90 ]           |
| SP                    | 1月14日               | SKE48 ZERO POSITION 新春スペシャル 120分完全ノーカット対談 | SKE48 ZERO POSITION 新春スペシャル 120分完全ノーカット対談 | SKE48 ZERO POSITION 新春スペシャル 120分完全ノーカット対談 | SKE48 ZERO POSITION 新春スペシャル 120分完全ノーカット対談 | SKE48 ZERO POSITION 新春スペシャル 120分完全ノーカット対談 | [ 83 ]                     |
| 71                    | 1月20日               | SKE48 ZERO POSITION 慰安旅行（中編） SKE48新成人メンバー 晴れ着コレクション&2018年の抱負                                                                       | SKE48 ZERO POSITION 慰安旅行（中編） SKE48新成人メンバー 晴れ着コレクション&2018年の抱負                                                                       | SKE48 ZERO POSITION 慰安旅行（中編） SKE48新成人メンバー 晴れ着コレクション&2018年の抱負                                                                       | SKE48 ZERO POSITION 慰安旅行（中編） SKE48新成人メンバー 晴れ着コレクション&2018年の抱負                                                                       | SKE48 ZERO POSITION 慰安旅行（中編） SKE48新成人メンバー 晴れ着コレクション&2018年の抱負                                                                       | [ 84 ] [ 注 92 ]           |
| 72                    | 2月3日                | SKE48 ZERO POSITION 慰安旅行（後編） | SKE48 ZERO POSITION 慰安旅行（後編） | SKE48 ZERO POSITION 慰安旅行（後編） | SKE48 ZERO POSITION 慰安旅行（後編） | SKE48 ZERO POSITION 慰安旅行（後編） | [ 85 ] [ 注 93 ]           |
| 73                    | 2月17日               | SKE48 ZERO POSITION 慰安旅行（完結編） ゼロポジ史上前代未聞! キャプテン任命ドッキリ ノーカット対談SP終了後の秘蔵映像!                                          | SKE48 ZERO POSITION 慰安旅行（完結編） ゼロポジ史上前代未聞! キャプテン任命ドッキリ ノーカット対談SP終了後の秘蔵映像!                                          | SKE48 ZERO POSITION 慰安旅行（完結編） ゼロポジ史上前代未聞! キャプテン任命ドッキリ ノーカット対談SP終了後の秘蔵映像!                                          | SKE48 ZERO POSITION 慰安旅行（完結編） ゼロポジ史上前代未聞! キャプテン任命ドッキリ ノーカット対談SP終了後の秘蔵映像!                                          | SKE48 ZERO POSITION 慰安旅行（完結編） ゼロポジ史上前代未聞! キャプテン任命ドッキリ ノーカット対談SP終了後の秘蔵映像!                                          | [ 86 ] [ 注 93 ]           |
| 74                    | 3月3日                | 第一回歌唱力ゼロポジ決定戦 （予選・前半戦） | 杉山愛、都築、野島、内山、白井琴 惣田、高木、髙塚、古畑、岡田                                                                                                  | 新妻聖子 井上ヨシマサ 松下雅人 | - | - | [ 87 ] [ 注 96 ] [ 注 97 ] |
| 75                    | 3月17日               | 第一回歌唱力ゼロポジ決定戦 （予選・後半戦） | 杉山愛、都築、野島、内山、白井琴 惣田、高木、髙塚、古畑、岡田                                                                                                  | 新妻聖子 井上ヨシマサ 松下雅人 | - | - | [ 88 ] [ 注 96 ] [ 注 97 ] |
| 76                    | 4月7日                | 第一回歌唱力ゼロポジ決定戦 （決勝戦） | 杉山愛、都築、野島、髙塚、古畑 | 新妻聖子 井上ヨシマサ 松下雅人 | 古畑奈和 | - | [ 89 ] [ 注 96 ] [ 注 97 ] |
| 77                    | 4月21日               | パワーゼロポジ（前編） | 北川愛、北川綾、町、内山 髙塚、日高、熊崎、須田 | - | - | - | [ 90 ]                     |
| 78                    | 5月5日                | パワーゼロポジ（後編） | 北川愛、北川綾、町、内山 髙塚、日高、熊崎、須田 | - | 北川綾巴 | - | [ 91 ]                     |
| 79                    | 5月19日               | 激闘の裏側スペシャル 初出し映像を大公開! 歌唱力ゼロポジ未公開リハ映像、日本ガイシホールコンサート舞台裏に完全密着                                              | 激闘の裏側スペシャル 初出し映像を大公開! 歌唱力ゼロポジ未公開リハ映像、日本ガイシホールコンサート舞台裏に完全密着                                              | 激闘の裏側スペシャル 初出し映像を大公開! 歌唱力ゼロポジ未公開リハ映像、日本ガイシホールコンサート舞台裏に完全密着                                              | 激闘の裏側スペシャル 初出し映像を大公開! 歌唱力ゼロポジ未公開リハ映像、日本ガイシホールコンサート舞台裏に完全密着                                              | 激闘の裏側スペシャル 初出し映像を大公開! 歌唱力ゼロポジ未公開リハ映像、日本ガイシホールコンサート舞台裏に完全密着                                              | [ 92 ]                     |
| SP                    | 6月2日                | AKB48世界選抜総選挙直前! 史上最長の生討論SP | AKB48世界選抜総選挙直前! 史上最長の生討論SP | AKB48世界選抜総選挙直前! 史上最長の生討論SP | AKB48世界選抜総選挙直前! 史上最長の生討論SP | AKB48世界選抜総選挙直前! 史上最長の生討論SP | 生放送                     |
| 80                    | 6月23日               | コンビゼロポジ決定戦（第1回） | 江籠、高柳、松本、北川綾、熊崎 鎌田、小畑、水野、浅井、上村、野村、井上                                                                                        | - | - | - | [ 94 ]                     |
| 81                    | 7月7日                | コンビゼロポジ決定戦（第2回） | 江籠、高柳、松本、北川綾、熊崎 鎌田、小畑、水野、浅井、上村、野村、井上                                                                                        | - | - | - | [ 95 ]                     |
| 82                    | 7月21日               | コンビゼロポジ決定戦（第3回） | 江籠、高柳、松本、北川綾、熊崎 鎌田、小畑、水野、浅井、上村、野村、井上                                                                                        | - | - | - | [ 96 ]                     |
| 83                    | 8月4日                | コンビゼロポジ決定戦（完結編） | 江籠、高柳、松本、北川綾、熊崎 鎌田、小畑、水野、浅井、上村、野村、井上                                                                                        | - | 小野（小畑優奈、水野愛理） | - | [ 97 ]                     |
| 84                    | 8月25日               | SKE48 いきなり6期生 ゼロポジライブ | 青木、井田、鎌田、北川綾 北野、熊崎、竹内彩、日高、山田 | - | - | - | [ 98 ]                     |
| 85                    | 9月8日                | SKE48 いきなり6期生 ゼロポジライブ後編 | 青木、井田、鎌田、北川綾 北野、熊崎、竹内彩、日高、山田 | - | - | - | [ 99 ]                     |
| 85                    | 9月8日                | 持久力ゼロポジ前編 | 太田、鎌田、北川愛、北川綾、高木、山田 | - | - | - | [ 99 ]                     |
| 86                    | 9月22日               | 持久力ゼロポジ後編 | 太田、鎌田、北川愛、北川綾、高木、山田 | - | 北川愛乃 | - | [ 100 ]                    |
| 87                    | 10月6日               | ドラフト3期生企画（第1回） | 大谷、中野、西、平田 | - | - | - | [ 101 ]                    |
| 88                    | 10月20日              | ドラフト3期生企画（第2回） | 大谷、中野、西、平田 | - | - | - | [ 102 ]                    |
| 88                    | 10月20日              | オールスター感謝祭舞台裏 | 松井珠、須田、北野愛、高木 | - | - | - | [ 102 ]                    |
| 89                    | 11月3日               | ドラフト3期生企画（完結編） | 大谷、中野、西、平田 | - | 中野愛理 | - | [ 103 ]                    |
| 90                    | 11月17日              | 6期生ご褒美スペシャル | 青木、井田、鎌田、北野 熊崎、日高、山田、後藤楽 | - | - | - | [ 104 ]                    |
| 91                    | 12月1日               | 6期生ご褒美スペシャル（第2回） | 青木、井田、鎌田、北野、熊崎 日高、山田、小畑、谷 | - | - | - | [ 105 ]                    |
| 92                    | 12月15日              | MC3人が羽豆岬へ | 高柳、北川綾、後藤楽 | - | - | - | [ 106 ]                    |
| 92                    | 12月15日              | 6期生ご褒美スペシャル（第2回） | 青木、井田、鎌田、北野、熊崎 日高、山田 | - | - | - | [ 106 ]                    |
| 93                    | 2019年 1月19日        | 7期生&ドラフト2期生“撮れ高”ゼロポジ（第1回） | 上村、片岡、相川、浅井、杉山愛、末永、白井琴、水野、野島、後藤楽、太田、小畑、菅原、髙畑                                                                       | - | - | - | [ 107 ]                    |
| 94                    | 2月2日                | 7期生&ドラフト2期生“撮れ高”ゼロポジ（第2回） | 上村、片岡、相川、浅井、杉山愛、末永、白井琴、水野、野島、後藤楽、太田、小畑、菅原、髙畑                                                                       | - | - | - | [ 108 ]                    |
| 95                    | 2月16日               | 7期生&ドラフト2期生“撮れ高”ゼロポジ（第3回） | 上村、片岡、相川、浅井、杉山愛、末永、白井琴、水野、野島、後藤楽、太田、小畑、菅原、髙畑                                                                       | 高柳 | 小畑優奈 | - | [ 109 ]                    |
| 96                    | 3月2日                | 松村香織プレ結婚式（第1回） | 松村、高柳、北川綾、内山、斉藤、古畑 青木、井田、鎌田、北野、熊崎、竹内彩 日高、荒井、福士、相川、杉山愛、野島、上村                                           | - | - | - | [ 110 ]                    |
| 97                    | 3月16日               | 松村香織プレ結婚式（第2回） | 松村、高柳、北川綾、内山、斉藤、古畑 青木、井田、鎌田、北野、熊崎、竹内彩 日高、荒井、福士、相川、杉山愛、野島、上村                                           | - | - | - | [ 111 ]                    |
| 98                    | 4月6日                | 松村香織プレ結婚式（第3回） | 松村、高柳、北川綾、内山、斉藤、古畑 青木、井田、鎌田、北野、熊崎、竹内彩 日高、荒井、福士、相川、杉山愛、野島、上村                                           | - | - | - | [ 112 ]                    |
| 99                    | 4月20日               | 松村香織プレ結婚式（第4回） | 松村、高柳、北川綾、内山、斉藤、古畑 青木、井田、鎌田、北野、熊崎、竹内彩 日高、荒井、福士、相川、杉山愛、野島、上村                                           | - | - | - | [ 113 ]                    |
| 100                   | 5月4日                | 祝10周年！2期生 in 沖縄（第1回） | 内山、高柳、斉藤、北川綾 | - | - | - | [ 114 ]                    |
| 101                   | 5月18日               | 祝10周年！2期生 in 沖縄（第2回） | 内山、高柳、斉藤、北川綾 | - | - | - | [ 115 ]                    |
| 102                   | 6月1日                | 祝10周年！2期生 in 沖縄（第3回） | 内山、高柳、斉藤、北川綾 | - | - | - | [ 116 ]                    |
| 103                   | 7月6日                | 9期生ゼロポジ（第1回） | 青海、赤堀、荒野、池田、石川、入内嶋 大橋、岡本、川嶋、白井友、杉山菜、鈴木愛 鈴木恋、竹内な、田辺、中坂、平野、藤本                                           | - | - | - | [ 117 ]                    |
| 104                   | 7月20日               | 9期生ゼロポジ（第2回） | 青海、赤堀、荒野、池田、石川、入内嶋 大橋、岡本、川嶋、白井友、杉山菜、鈴木愛 鈴木恋、竹内な、田辺、中坂、平野、藤本                                           | - | - | 呂布カルマ×大場美 | [ 118 ]                    |
| 105                   | 8月3日                | 9期生ゼロポジ（第3回） | 荒野、池田、石川、藤本、竹内な、平野、白井友、川嶋、田辺、鈴木恋                                                                                               | - | - | 呂布カルマ×上村 | [ 119 ]                    |
| 106                   | 8月17日               | 9期生ゼロポジ（第4回） | 荒野、田辺、中坂、藤本、平野 | - | 藤本冬香 | 呂布カルマ×山内 | [ 120 ]                    |
| 107                   | 9月7日                | 後藤楽々のラストアイドル（第1回） | 後藤楽、北川綾、野島、太田、髙畑、藤本、浅井 | - | - | 呂布カルマ×浅井 | [ 121 ]                    |
| 108                   | 9月21日               | 後藤楽々のラストアイドル（第2回） | 後藤楽、北川綾、野島、太田、髙畑、藤本、水野 | - | - | 呂布カルマ×水野 | [ 122 ]                    |
| 109                   | 10月5日               | 後藤楽々のラストアイドル（第3回） | 後藤楽、北川綾、野島、太田、髙畑 | - | - | - | [ 123 ]                    |
| 110                   | 10月19日              | 6期生単独ライブ舞台裏SP | 北川綾、青木、北野、竹内彩、日高、井田、鎌田、熊崎 | - | - | - | [ 124 ]                    |
| 111                   | 11月2日               | 新MC北野瑠華が1対1トーク（第1回） | 高柳、北野、井上、松本、谷、鈴木恋、藤本、斉藤 | - | - | 呂布カルマ×斉藤 | [ 125 ]                    |
| 112                   | 11月16日              | 新MC北野瑠華が1対1トーク（第2回） | 高柳、北野、井上、松本、谷、鈴木恋、藤本、斉藤 | - | - | 呂布カルマ×北野 | [ 126 ]                    |
| 113                   | 12月7日               | ド根性ゼロポジ（第1回） | 石黒、井上、上村、北川愛 杉山愛、仲村、野村、惣田、倉島、菅原 髙畑、荒野、石川、入内嶋、白井友、田辺、平野、藤本                                               | - | - | 呂布カルマ×杉山愛 | [ 127 ]                    |
| 114                   | 12月21日              | ド根性ゼロポジ（第2回） | 石黒、井上、北川愛 野村、惣田、倉島、 髙畑、白井友、田辺、平野                                                                                                 | - | - | 呂布カルマ×惣田 | [ 128 ]                    |
| 115                   | 2020年 1月4日         | ド根性ゼロポジ（第3回） | 惣田、 髙畑、北川愛、白井友 | - | 白井友紀乃 | 呂布カルマ×白井姉妹 | [ 129 ]                    |
| 116                   | 2月8日                | 1月の裏側全部見せますSP | 1月の裏側全部見せますSP | 1月の裏側全部見せますSP | 1月の裏側全部見せますSP | 呂布カルマ×大谷 | [ 130 ]                    |
| 117                   | 3月7日                | ゼロポジ生討論アフタートーク | 高柳、斉藤 | - | - | - | [ 131 ]                    |
| 118                   | 3月21日               | 高柳明音&チームKII岐阜旅行（第1回） | 高柳、北野、青木、荒井、江籠、大芝 太田、大場、岡本、片岡、白井琴、白井友 惣田、竹内彩、中野、日高、古畑、水野                                                 | - | - | - | [ 132 ]                    |
| 119                   | 4月4日                | 高柳明音&チームKII岐阜旅行（第2回） | 高柳、北野、青木、荒井、江籠、大芝 太田、大場、岡本、片岡、白井琴、白井友 惣田、竹内彩、中野、日高、古畑、水野                                                 | - | - | - | [ 133 ]                    |
| 120                   | 4月11日               | 高柳明音&チームKII岐阜旅行（第3回） | 高柳、北野、青木、荒井、江籠、大芝 太田、大場、岡本、片岡、白井琴、白井友 惣田、竹内彩、中野、日高、古畑、水野                                                 | - | - | - | [ 134 ]                    |
| 121                   | 5月2日                | 高柳明音&チームKII岐阜旅行（第4回） | 高柳、北野、青木、荒井、江籠、大芝 太田、大場、岡本、片岡、白井琴、白井友 惣田、竹内彩、中野、日高、古畑、水野                                                 | - | - | - | [ 135 ]                    |
| 122                   | 5月16日               | アイドルのチカラ“7D2”舞台裏 | 上村、杉山愛、野島、太田、片岡、白井琴 水野、相川、浅井、末永、菅原、髙畑                                                                                      | - | - | - | [ 136 ]                    |
| 123                   | 6月6日                | しあわせトリオ計画（前編） | 北野、斉藤、江籠、福士、井田、鎌田 熊崎、青木、荒井、太田、相川、菅原、髙畑 石黒、井上、野村、田辺、平野、藤本、仲村                                           | - | - | 呂布カルマ×仲村 | [ 137 ]                    |
| 124                   | 6月20日               | しあわせトリオ計画（後編） | 北野、斉藤、江籠、福士、井田、鎌田 青木、荒井、太田、相川、菅原、髙畑 石黒、井上、野村、田辺、平野、藤本、野島                                                 | - | - | 呂布カルマ×野島 | [ 138 ]                    |
| 125                   | 7月4日                | バラエティ爪痕ゼロポジ（第1回） | 青海、鈴木恋、深井、山内、熊崎、杉山愛、浅井、松本、藤本、菅原、日高、井上                                                                                     | なすなかにし | - | - | [ 139 ]                    |
| 126                   | 7月18日               | バラエティ爪痕ゼロポジ（第2回） | 青海、鈴木恋、深井、山内、熊崎、杉山愛、浅井、松本、藤本、菅原、日高、井上                                                                                     | - | - | 呂布カルマ×坂本 | [ 140 ]                    |
| 127                   | 8月1日                | バラエティ爪痕ゼロポジ（第3回） | 青海、鈴木恋、深井、山内、熊崎、杉山愛、浅井、松本、藤本、菅原、日高、井上                                                                                     | - | - | - | [ 141 ]                    |
| 128                   | 8月15日               | バラエティ爪痕ゼロポジ（第4回） | 菅原、井上、日高、山内 | - | 山内鈴蘭 | - | [ 142 ]                    |
| 129                   | 9月5日                | るかるかコンビネーションチャレンジ（前編） | 北野、井上、白井友 | - | - | - | [ 143 ]                    |
| 130                   | 9月19日               | るかるかコンビネーションチャレンジ（後編） | 北野、井上、白井友 | - | - | - | [ 144 ]                    |
| 131                   | 10月3日               | 第2回スポーツテストゼロポジ（第1回） | 石黒、北川愛、坂本、日高、倉島、斉藤、髙畑、福士 | - | - | - | [ 145 ]                    |
| 132                   | 10月17日              | 第2回スポーツテストゼロポジ（第2回） | 石黒、北川愛、坂本、日高、倉島、斉藤、髙畑、福士 | - | - | - | [ 146 ]                    |
| 133                   | 11月7日               | 第2回スポーツテストゼロポジ（第3回） | 石黒、北川愛、坂本、日高、倉島、斉藤、髙畑、福士 | - | - | - | [ 147 ]                    |
| 134                   | 11月21日              | 第2回スポーツテストゼロポジ（第4回） | 石黒、北川愛、坂本、日高、倉島、斉藤、髙畑、福士 | - | 坂本真凛 | - | [ 148 ]                    |
| 135                   | 12月5日               | 5期生ゼロポジ（前編） | 古畑、江籠 | - | - | - | [ 149 ]                    |
| 136                   | 12月19日              | 5期生ゼロポジ（後編） | 古畑、江籠 | - | 古畑奈和 | - | [ 150 ]                    |
| 137                   | 2021年 1月9日         | 10期生ゼロポジ（第1回） | 青木莉、石塚、伊藤、鬼頭未、澤田、杉山歩、西井、林 | 浜谷健司 （ハマカーン） | - | - | [ 151 ]                    |
| 138                   | 1月23日               | 10期生ゼロポジ（第2回） / 新成人メンバー晴れ着姿コレクション＆二十歳の抱負                                                                                     | 青木莉、石塚、伊藤、鬼頭未、澤田、杉山歩、西井、林 | 浜谷健司 （ハマカーン） | - | 新成人：青海、北川愛、竹内な、田辺、西井、池田、中野、太田 | [ 152 ]                    |
| 139                   | 2月6日                | 10期生ゼロポジ（第3回） | 青木莉、石塚、伊藤、鬼頭未、澤田、杉山歩、西井、林 | 浜谷健司 （ハマカーン） | - | - | [ 153 ]                    |
| 140                   | 2月20日               | 10期生ゼロポジ（第4回） | 青木莉、石塚、伊藤、鬼頭未、澤田、杉山歩、西井、林 | 浜谷健司 （ハマカーン） | 伊藤実希 | - | [ 154 ]                    |
| 141                   | 3月6日                | 「SKE48予算100万円」未公開シーン | 「SKE48予算100万円」未公開シーン | 「SKE48予算100万円」未公開シーン | 「SKE48予算100万円」未公開シーン | 「SKE48予算100万円」未公開シーン | [ 155 ]                    |
| 142                   | 3月20日               | あざとカワイイゼロポジ（第1回） | 青海、赤堀、石川、伊藤、井上、川嶋、佐藤佳、末永、髙畑、竹内な、中野、藤本                                                                                     | なすなかにし | - | - | [ 156 ]                    |
| 143                   | 4月3日                | あざとカワイイゼロポジ（第2回） | 青海、赤堀、石川、伊藤、井上、川嶋、佐藤佳、末永、髙畑、竹内な、中野、藤本                                                                                     | なすなかにし | - | - | [ 157 ]                    |
| 144                   | 4月17日               | あざとカワイイゼロポジ（第3回） | 青海、赤堀、石川、伊藤、井上、川嶋、佐藤佳、末永、髙畑、竹内な、中野、藤本                                                                                     | なすなかにし | - | - | [ 158 ]                    |
| 145                   | 5月1日                | あざとカワイイゼロポジ（第4回） | 青海、赤堀、石川、伊藤、井上、川嶋、佐藤佳、末永、髙畑、竹内な、中野、藤本                                                                                     | なすなかにし | 佐藤佳穂 | - | [ 159 ]                    |
| 146                   | 5月15日               | 5期生ゼロポジご褒美企画 | 古畑、高柳 | - | - | - | [ 160 ]                    |
| 147                   | 6月5日                | 6期生 単独ライブ 2nd 舞台裏SP | 6期生 単独ライブ 2nd 舞台裏SP | 6期生 単独ライブ 2nd 舞台裏SP | 6期生 単独ライブ 2nd 舞台裏SP | 6期生 単独ライブ 2nd 舞台裏SP | [ 161 ]                    |
| 148                   | 6月19日               | ファッションゼロポジ（予選） | 石塚、伊藤、北川愛、澤田、杉山歩、西井、野村、山内 | 岡山洋平 アンジェリカ 斉藤真木子 | - | - | [ 162 ] [ 注 105 ]         |
| 149                   | 7月3日                | ファッションゼロポジ（決勝） | 石塚、伊藤、北川愛、澤田、杉山歩、西井、野村、山内 | 岡山洋平 アンジェリカ 斉藤真木子 | 野村実代 | - | [ 163 ] [ 注 105 ]         |
| 150                   | 7月17日               | 売り込みゼロポジ（前半） | 相川、石黒、上村、熊崎、中野、福士 | 竹中優介 | - | - | [ 164 ]                    |
| 151                   | 8月7日                | 売り込みゼロポジ（後半） | 池田、相川、石黒、川嶋、鈴木恋 | 竹中優介 | - | - | [ 165 ]                    |
| 151                   | 8月7日                | チーム対抗プレッシャーゼロポジ（第1回） | 石黒、大谷、上村、都築、野村 江籠、北野、中野、日高、水野 鎌田、熊崎、佐藤佳、菅原、福士 伊藤                                                                  | なすなかにし | - | - | [ 165 ]                    |
| 152                   | 8月21日               | チーム対抗プレッシャーゼロポジ（第2回） | 石黒、大谷、上村、都築、野村 江籠、北野、中野、日高、水野 鎌田、熊崎、佐藤佳、菅原、福士 伊藤                                                                  | なすなかにし | - | - | [ 166 ]                    |

| 2021年9月 - 2023年9月 | 2021年9月 - 2023年9月 | 2021年9月 - 2023年9月 | 2021年9月 - 2023年9月 | 2021年9月 - 2023年9月                                 | 2021年9月 - 2023年9月 | 2021年9月 - 2023年9月                        | 2021年9月 - 2023年9月       |
| 回                    | 放送日                | 対決テーマ | 対決メンバー | 審査員                                                | ゼロ ポジション       | 応援企画                                     | 備考                        |
| --------------------- | --------------------- | --- | --- | ----------------------------------------------------- | --------------------- | -------------------------------------------- | --------------------------- |
| 153                   | 9月4日                | チーム対抗プレッシャーゼロポジ（第3回）                                                                                     | 石黒、大谷、上村、都築、野村 江籠、北野、中野、日高、水野 鎌田、熊崎、佐藤佳、菅原、福士 | なすなかにし                                          | -                     | 林美澪ってどんな人？                         | [ 167 ]                     |
| 154                   | 9月18日               | チーム対抗プレッシャーゼロポジ（第4回）                                                                                     | 石黒、大谷、上村、都築、野村 江籠、北野、中野、日高、水野 鎌田、熊崎、佐藤佳、菅原、福士 | なすなかにし                                          | -                     | 林美澪の教えて！カルマ先生                   | [ 168 ]                     |
| 155                   | 10月2日               | チーム対抗プレッシャーゼロポジ（第5回）                                                                                     | 石黒、大谷、上村、都築、野村 江籠、北野、中野、日高、水野 鎌田、熊崎、佐藤佳、菅原、福士 | なすなかにし                                          | チームS               | 林美澪                                       | [ 169 ]                     |
| 156                   | 10月16日              | ロケうまゼロポジ（第1回）                                                                                                   | 青海、伊藤、井上、大谷、川嶋、坂本、中野、野村、日高、平野、藤本、松本 | なすなかにし                                          | -                     | -                                            | [ 170 ]                     |
| 157                   | 11月6日               | ロケうまゼロポジ（第2回）                                                                                                   | 青海、伊藤、井上、大谷、川嶋、坂本、中野、野村、日高、平野、藤本、松本 | なすなかにし                                          | -                     | -                                            | [ 171 ]                     |
| 158                   | 11月20日              | ロケうまゼロポジ（第3回）                                                                                                   | 青海、伊藤、井上、大谷、川嶋、坂本、中野、野村、日高、平野、藤本、松本 | なすなかにし                                          | 坂本真凛              | -                                            | [ 172 ]                     |
| 159                   | 12月4日               | 卒業ゼロポジ（第1回） | 北野、井上、山内、大場、伊藤 | -                                                     | -                     | -                                            | [ 173 ]                     |
| 160                   | 12月18日              | 卒業ゼロポジ（第2回） | 北野、井上、山内、大場、伊藤 | -                                                     | 大場美奈              | -                                            | [ 174 ]                     |
| 161                   | 2022年1月8日          | 7期生&ドラフト2期生 vs 8期生！Zepp Nagoya単独ライブ争奪バトル！（第1回）                                                    | 7D2：相川、浅井、太田、上村、末永、菅原、髙畑、水野 8期：石黒、井上、北川愛、倉島、坂本、佐藤佳、仲村、野村 | なすなかにし                                          | -                     | -                                            | [ 175 ]                     |
| 162                   | 1月22日               | 7期生&ドラフト2期生 vs 8期生！Zepp Nagoya単独ライブ争奪バトル！（第2回） / 新成人メンバー晴れ着姿コレクション＆二十歳の抱負 | 7D2：相川、浅井、太田、上村、末永、菅原、髙畑、水野 8期：石黒、井上、北川愛、倉島、坂本、佐藤佳、仲村、野村 | なすなかにし                                          | -                     | 新成人：赤堀、荒野、五十嵐、井上、坂本、末永 | [ 176 ]                     |
| 163                   | 2月5日                | 7期生&ドラフト2期生 vs 8期生！Zepp Nagoya単独ライブ争奪バトル！（第3回）                                                    | 7D2：相川、浅井、太田、上村、末永、菅原、髙畑、水野 8期：石黒、井上、北川愛、倉島、坂本、佐藤佳、仲村、野村 | なすなかにし                                          | -                     | -                                            | [ 177 ]                     |
| 164                   | 2月19日               | 7期生&ドラフト2期生 vs 8期生！Zepp Nagoya単独ライブ争奪バトル！（第4回）/ 5期生お披露目 10周年記念企画（第1回）             | 7D2：相川、浅井、太田、上村、末永、菅原、髙畑、水野 8期：石黒、井上、北川愛、倉島、坂本、佐藤佳、仲村、野村 | なすなかにし                                          | -                     | 5期生10周年企画：江籠、古畑                  | [ 178 ]                     |
| SP                    | 3月5日                | SKE48 ゼロポジ 生放送SP | 7D2：相川、浅井、太田、上村、末永、菅原、髙畑、水野 8期：石黒、井上、北川愛、倉島、坂本、佐藤佳、仲村、野村 | 牧野アンナ、山川雄紀（CRE8BOY）、中田花奈、田辺洋一郎 | 8期                   | -                                            | [ 179 ]                     |
| 165                   | 3月19日               | 5期生お披露目 10周年記念企画（第2回） / 生放送SP 舞台裏                                                                     | 江籠、古畑 / 7D2：相川、浅井、太田、上村、末永、菅原、髙畑、水野 / 8期：石黒、井上、北川愛、倉島、坂本、佐藤佳、仲村、野村 | -                                                     | -                     | -                                            | [ 180 ]                     |
| 166                   | 4月2日                | 5期生お披露目 10周年記念企画（第3回）                                                                                       | 井上、江籠、古畑 | -                                                     | -                     | -                                            | [ 181 ]                     |
| 167                   | 4月16日               | ドラフト1期&3期個人面談（第1回） / 初選抜おめでとう企画（第1回）                                                            | 北野、井上、大谷、松本、荒井、中野、福士 / 坂本、平野 / 大場 | なすなかにし                                          | -                     | -                                            | [ 182 ]                     |
| 168                   | 5月7日                | ドラフト1期&3期個人面談（第2回） / 初選抜おめでとう企画（第2回）                                                            | 北野、井上、大谷、松本、荒井、中野、福士 / 坂本、平野 | なすなかにし                                          | -                     | -                                            | [ 183 ]                     |
| 169                   | 5月21日               | ドラフト1期&3期個人面談（第3回） / 初選抜おめでとう企画（第3回） /TeamSオリジナル新公演 舞台裏密着                          | 北野、井上、大谷、松本、荒井、中野、福士 / 坂本、平野 | なすなかにし                                          | -                     | -                                            | [ 184 ]                     |
| 170                   | 6月4日                | 11期生オールスター感謝祭（第1回）                                                                                           | 大村、篠原、杉本、原、森本、山村 | ハマカーン                                            | -                     | -                                            | [ 185 ]                     |
| 171                   | 6月18日               | 11期生オールスター感謝祭（第2回）                                                                                           | 大村、篠原、杉本、原、森本、山村 | ハマカーン                                            | -                     | -                                            | [ 186 ]                     |
| 172                   | 7月2日                | 11期生オールスター感謝祭（第3回）                                                                                           | 大村、篠原、杉本、原、森本、山村 | ハマカーン                                            | -                     | -                                            | [ 187 ]                     |
| 173                   | 7月16日               | 11期生オールスター感謝祭（第4回）/ 8期生Zepp Nagoya単独ライブ 舞台裏密着                                                    | 大村、篠原、杉本、原、森本、山村 / 石黒、井上、北川、倉島、坂本、佐藤、仲村、野村 | -                                                     | 大村杏                | -                                            | [ 188 ]                     |
| SP                    | 7月23日               | SKE48 8期生ZeppNagoya単独ライブ 〜君はまだ、8期を知らない〜                                                                 | 石黒、井上、北川、倉島、坂本、佐藤、仲村、野村 | -                                                     | -                     | -                                            | [ 189 ]                     |
| 174                   | 8月6日                | 今夜は須田亜香里 卒業企画（第1回） / 古畑奈和卒業ソロシングル 密着                                                          | 須田、浅井、井田、熊崎、斉藤、菅原、高畑、田辺、谷、林、福士 / 古畑奈和 | ハマカーン                                            | -                     | -                                            | [ 190 ]                     |
| 175                   | 8月20日               | 今夜は須田亜香里 卒業企画（第2回）                                                                                          | 須田、浅井、井田、熊崎、斉藤、菅原、髙畑、田辺、谷、林、福士 | ハマカーン                                            | -                     | -                                            | [ 191 ]                     |
| 176                   | 9月3日                | 今夜は須田亜香里 卒業企画（第3回）                                                                                          | 須田、浅井、井田、熊崎、斉藤、菅原、髙畑、田辺、谷、林、福士、北野、大村 | ハマカーン                                            | -                     | -                                            | [ 192 ]                     |
| 177                   | 9月17日               | 今夜は須田亜香里 卒業企画（第4回）                                                                                          | 須田、浅井、井田、熊崎、斉藤、菅原、髙畑、田辺、谷、林、福士、北野、大村 | ハマカーン                                            | -                     | -                                            | [ 193 ]                     |
| 178                   | 10月1日               | TeamS 新公演お疲れ様会（第1回）                                                                                             | 青海、赤堀、荒野、石黒、石塚、井上、大谷、上村、北川、鬼頭、坂本、杉山、竹内、都築、中坂、仲村、野村、平野、松本、大村 | -                                                     | -                     | -                                            | [ 194 ]                     |
| 179                   | 10月15日              | TeamS 新公演お疲れ様会（第2回）                                                                                             | 青海、赤堀、荒野、石黒、石塚、井上、大谷、上村、北川、鬼頭、坂本、杉山、竹内、都築、中坂、仲村、野村、平野、松本、大村 | -                                                     | -                     | -                                            | [ 195 ]                     |
| 180                   | 11月15日              | TeamS 新公演お疲れ様会（第3回）                                                                                             | 青海、赤堀、荒野、石黒、石塚、井上、大谷、上村、北川、鬼頭、坂本、杉山、竹内、都築、中坂、仲村、野村、平野、松本、大村 | -                                                     | -                     | -                                            | [ 196 ]                     |
| 181                   | 11月19日              | 初センター・初選抜おめでとう企画（第1回）                                                                                   | 青海、青木、太田、井上 | -                                                     | -                     | -                                            | [ 197 ]                     |
| 182                   | 12月3日               | 初センター・初選抜おめでとう企画（第2回） / TeamKIIオリジナル新公演 舞台裏密着                                              | 青海、青木、太田、井上 / 未定 | -                                                     | -                     | -                                            | [ 198 ]                     |
| 183                   | 12月17日              | 第2回売り込みゼロポジ（第1回）                                                                                              | 赤堀、竹内ななみ、伊藤、入内嶋、川嶋、澤田、原、江籠、岡本、藤本、山村、大村 | タイムマシーン3号                                     | -                     | -                                            | [ 199 ]                     |
| 184                   | 2023年1月14日         | 第2回売り込みゼロポジ（第2回）                                                                                              | 赤堀、竹内ななみ、伊藤、入内嶋、川嶋、澤田、原、江籠、岡本、藤本、山村、大村 | タイムマシーン3号                                     | -                     | -                                            | [ 200 ]                     |
| 185                   | 1月28日               | 第2回売り込みゼロポジ（第3回）                                                                                              | 赤堀、竹内ななみ、伊藤、入内嶋、川嶋、澤田、原、江籠、岡本、藤本、山村、大村 | タイムマシーン3号                                     | -                     | -                                            | [ 201 ]                     |
| 186                   | 2月4日                | インタビューゼロポジ（第1回）                                                                                               | 青海、松本、伊藤、太田、佐藤、菅原、大村 | 流れ星☆（ちゅうえい） 呂布カルマ 斉藤真木子           | -                     | -                                            | [ 202 ]                     |
| 187                   | 2月18日               | インタビューゼロポジ（第2回）                                                                                               | 青海、松本、伊藤、太田、佐藤、菅原、大村 | 流れ星☆（ちゅうえい） 呂布カルマ 斉藤真木子           | -                     | -                                            | [ 203 ]                     |
| 188                   | 3月4日                | インタビューゼロポジ（第3回）                                                                                               | 青海、松本、伊藤、太田、佐藤、菅原、大村 | 流れ星☆（ちゅうえい） 呂布カルマ 斉藤真木子           | -                     | -                                            | [ 204 ]                     |
| 189                   | 3月18日               | インタビューゼロポジ（第4回）                                                                                               | 青海、松本、伊藤、太田、佐藤、菅原、大村 | 流れ星☆（ちゅうえい） 呂布カルマ 斉藤真木子           | -                     | -                                            | [ 205 ]                     |
| 190                   | 4月1日                | インタビューゼロポジ（第5回）                                                                                               | 青海、松本、伊藤、太田、佐藤、菅原、大村 | 流れ星☆（ちゅうえい） 呂布カルマ 斉藤真木子           | -                     | -                                            | [ 206 ]                     |
| 191                   | 5月6日                | キャスティングゼロポジ（第1回）                                                                                             | 北川、中坂、松本、伊藤、西井、藤本、池田、熊崎、澤田、菅原、篠原、原、大村 | -                                                     | -                     | -                                            | [ 207 ]                     |
| 192                   | 5月20日               | キャスティングゼロポジ（第2回）                                                                                             | 北川、中坂、松本、伊藤、西井、藤本、池田、熊崎、澤田、菅原、篠原、原、大村 | -                                                     | -                     | -                                            | [ 208 ]                     |
| 193                   | 6月3日                | キャスティングゼロポジ（第3回）                                                                                             | 北川、中坂、松本、伊藤、西井、藤本、池田、熊崎、澤田、菅原、篠原、原、大村 | -                                                     | -                     | -                                            | [ 209 ]                     |
| 194                   | 6月17日               | 第2回 チーム対抗団結力バトル（第1回）                                                                                       | 石黒、井上、上村、竹内、松本、青木、江籠、太田、北野、藤本、相川、井田、斉藤、菅原、福士／大村、篠原、森本 | -                                                     | -                     | -                                            | [ 210 ]                     |
| 195                   | 7月1日                | 第2回 チーム対抗団結力バトル（第2回）                                                                                       | 石黒、井上、上村、竹内、松本、青木、江籠、太田、北野、藤本、相川、井田、斉藤、菅原、福士／大村、篠原、森本 | -                                                     | -                     | -                                            | [ 211 ]                     |
| 196                   | 7月15日               | 第2回 チーム対抗団結力バトル（第3回）                                                                                       | 石黒、井上、上村、竹内、松本、青木、江籠、太田、北野、藤本、相川、井田、斉藤、菅原、福士／大村、篠原、森本 | -                                                     | -                     | -                                            | [ 212 ]                     |
| 197                   | 8月5日                | ゼロポジ生じゃない討論会（第1回）                                                                                           | 松本、伊藤、倉島、林、原 | -                                                     | -                     | -                                            | [ 213 ]                     |
| 198                   | 8月19日               | ゼロポジ生じゃない討論会（第2回）                                                                                           | 井上、竹内、太田、北野、藤本、髙畑 | -                                                     | -                     | -                                            | [ 214 ]                     |
| 199                   | 9月9日                | ゼロポジ生じゃない討論会（第3回）                                                                                           | 荒野、中坂、川嶋、池田、末永、大村 | -                                                     | -                     | -                                            | [ 215 ]                     |
| 200                   | 9月23日               | ゼロポジ最終回スペシャル | 北野、井上、赤堀、荒野、石黒、大谷、上村、北川、鬼頭、坂本、竹内、中坂、仲村、野村、松本、青木、青木莉、伊藤、入内嶋、江籠、太田、岡本、川嶋、鈴木、中野、西井、日高、藤本、水野、相川、池田、井田、鎌田、熊崎、倉島、斉藤、佐藤、澤田、末永、菅原、鈴木、髙畑、谷、林／大村、篠原、杉本、原、森本、山村 | -                                                     | -                     | -                                            | 22:30から0時（1時間30分SP） |

## スタッフ
2021年4月3日現在
- 企画協力：秋元康
- 構成：カツオ
- ナレーション：呉圭崇
- 音響効果：大山泰明
- スチール：井上修二
- 技術協力：TBS ACT[注 111]
- 協力：ゼスト
- 編成：三室亮馬
- 宣伝：宮井隆行
- AD：佐藤竜一、高橋令
- ディレクター：吉田陵、菅勇次朗
- プロデューサー：竹中優介（以前はブレーン）、福浜和美、堀内貴博（堀内→以前はディレクター・演出）
- 制作協力：TBS SPARKLE（第93回 - ・2019年1月19日から）
- 制作：TBSテレビメディアビジネス局ペイテレビ事業部
- 製作著作：TBS

### 過去のスタッフ
- 構成：あないかずひさ
- 撮影：遠山眞史
- 音声：宮川康一
- 美術：仙田拓也
- タイトルデザイン・CG：板垣洋好（digidelic）
- 編集：森威志、五井里沙子、安川修平、森本圭、辻本昌義、佐々木正和、吉田俊夫、美田慎太郎、藤森唯史、江川賢市、早川崇、増田枝里子、竹本剛、綱代和也、小川義也、笠原善之、清水由子、MJ
- MA：榊枝一也、石井勇人、阿世知貴彦、新田領、和田真由美、山下諒、松元祐二、的池将、橋本大、井田須美子、細川尚史、MJ
- 音響効果：佐藤卓嗣（フナヤ278）
- 技術協力：SCRATCH
- 協力：AKS、窪田康志（株式会社AKS）、佐野裕一（田辺音楽出版）
- ディレクター：有田直美、酒井甚哉、千葉亮太、加藤大、渡辺康史、濱本美香、大河原規夫、鈴木綾
- 演出：酒井甚哉、有田直美、千葉亮太、鈴木雅彦[注 112]、濱本美香、大河原規夫、千葉晃嗣
- プロデューサー：青山優子、戸髙正啓、小野喜世仁、西崎修一、堀内貴博
- 制作協力：極東電視台（第1回 - 第92回）

## 主題歌
- エンディング[注 113]
  - 不器用太陽（第1回 - 第4回）
  - 12月のカンガルー（第5回 - 第10回）
  - コケティッシュ渋滞中（第11回 - 第18回）
  - 前のめり（第19回 - 第31回）
  - チキンLINE（第32回 - 第39回）
  - 金の愛、銀の愛（第40回 - 第50回）
  - 夏よ、急げ!（第51回 - 第60回）
  - 意外にマンゴー（第61回 - 第69回）
  - 無意識の色（第70回 - 第80回）
  - いきなりパンチライン（第81回 - 第91回）
  - Stand by you（第92回 - 第104回）
  - FRUSTRATION（第105回 - 第137回）
  - ソーユートコあるよね?（第138回）
  - 恋落ちフラグ（第139回 - 第152回）
  - あの頃の君を見つけた（第153回 - 第164回）
  - 心にFlower（第165回 - 第177回）
  - 絶対インスピレーション（第178回 - 第196回）
  - 好きになっちゃった（第197回 - 第200回）